# Golpe de Estado no Suriname em 1980

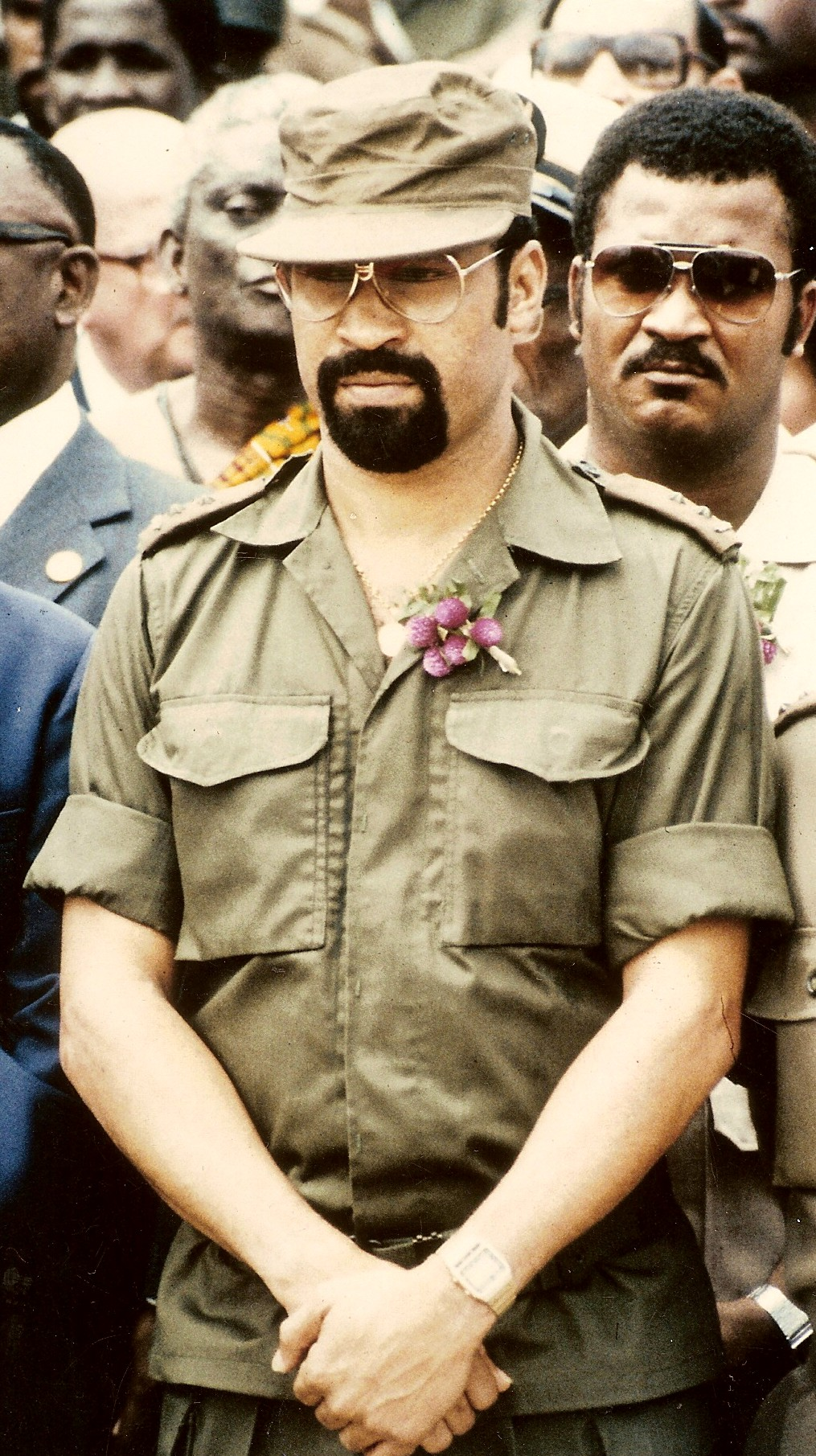
Tenente Coronel Desiré Delano Bouterse, que destituiu Johan Henry Eliza Ferrier depois do golpe militar de fevereiro de 1980.

O Golpe de Estado no Suriname em 1980, normalmente referido como o Golpe dos Sargentos, ocorreu em 25 de fevereiro de 1980, quando um grupo de 16 sargentos (groep van zestien), liderados por Desi Bouterse derrubaram o governo do Suriname com um violento golpe de Estado.  Isto marcou o início da ditadura militar que reinou no Suriname de 1980 até 1991. A ditadura contou com a presença de um toque de recolher à noite, a falta de liberdade de imprensa, a proibição de partidos políticos (desde 1985), uma restrição à liberdade de reunião, um alto nível de corrupção no governo e as execuções sumárias de adversários políticos.
Bouterse renunciaria sob intensa pressão internacional em 1987, porém retomou o poder em 1990.